# Вири (Сумський район)
Вири́ — село в Україні, у Річківській сільській громаді Сумського району Сумської області. Населення становить 1134 особи. До 2018 орган місцевого самоврядування — Вирівська сільська рада.

## Географія
Село Вири розташоване на березі річки Вир (головним чином на лівому), вище за течією примикає село Білани, нижче за течією на відстані 1.5 км розташоване село Кравченкове. Річка у цьому місці звивиста, утворює лимани, стариці та заболочені озера.
Поруч, за 2 км, пролягає залізниця, станція Вири.

## Історія
Село засновано українськими козаками поблизу кордону Гетьманщини, на території Сумського слобідського полку. Одна з причин — втеча з Гетьманщини після Вічного миру Московії та Речі Посполитої. Назва села найвірогідніше походить від назви річки Вир, що завжди була швидкоплинною і бурхливою, з течією, схожою на клекіт, белькотіння (тобто вода в ній вирувала).
- Історія зруйнованих храмів села Вири. В 1672 році був збудований перший храм Трьох Святителів. Другий храм, що був побудований в ім’я Іоакима і Анни з приділом трьох Святителів, згорів у 1732 році. В 1738 році розпочалося будівництво нового трипрестольного храму козацьким старшиною Степаном Івановичем Кондратьєвим. Закінчував будівництво Михайло Кондратьєв, який подарував храму іконостас, ризницю та різний церковний інвентар. В 1879 році у Вирах існувало вже два дерев’яні храми. У 1882 році коштом парафіян у селі була споруджена мурована церква Всіх Святих за проектом харківського єпархіального архітектора Ф. І. Данилова. Коли був знищений храм, точно не встановлено, ймовірно це було у 30-х роках ХХ століття.[3]  Храм Покрова Пресвятої Богородиці був споруджений під керівництвом місцевого майстра Тихона Єфімова в кінці ХІХ століття. Церква була чотириярусна з прибудованою дзвіницею. Церковні бані були вкриті золотом. Церква мала струнку архітектуру, багате внутрішнє вбрання, три паперті і два кліроси. Навколо церкви була муровано-металева огорожа. Цей храм стояв на березі річки Вир посеред села. На цьому місці зараз розташований Будинок культури. За спогадами старожилів, місцеві священики жили у скромних помешканнях. З особливою любов’ю згадували отця Семена — одного з останніх батюшок, що був уважним, людяним і співчутливим. Він добре знався на червонодеревному ремеслі і грав на скрипці. На жаль, на початку 30-х років ХХ століття радянська влада знищила Покровський храм. Спочатку зняли хрести на церкві, потім скинули куполи, храм пограбували і перертворили на колгоспну комору. Пізніше розібрали стіни на цеглу. Це було нелегко, бо, як згадують літні люди, будівельний розчин замішували на курячих білках.[4]
- на 1864 рік у власницькому селі Сумського повіту Харківської губернії мешкало 4356 осіб (2162 чоловічої статі та 2194 — жіночої), налічувалось 475 дворових господарств, існували православна церква, винокурний і селітряний заводи[5].
- Станом на 1914 рік село було центром Вирівської волості, кількість мешканців зросла до 5644 осіб[6].
- Село постраждало внаслідок геноциду українського народу, проведеного урядом СССР 1923—1933 та 1946–1947 роках.
- 4 лютого 2014 року близько 15:30 відбулося зіткнення автобуса з потягом, внаслідок якого загинули 13 людей, 6-7 отримали поранення.

В селі є археологічна пам'ятка: залишики гродища сіверян (VIII–X ст).
12 червня 2020 року, відповідно до Розпорядження Кабінету Міністрів України № 723-р «Про визначення адміністративних центрів та затвердження територій територіальних громад Сумської області» увійшло до складу Річківської сільської громади.
19 липня 2020 року, в результаті адміністративно-територіальної реформи та ліквідації  Білопільського району, село увійшло до складу новоутвореного Сумського району.

#### Російське вторгнення в Україну (з 2022)
18 квітня 2023 року через обстріл російськими військовими села, померла від отриманих ран пенсіонерка, іще одна жінка була доставлена з травмою ноги до лікарні. Влучили по приватних будинках та городах. Всього випустили 7 снарядів з САУ та 5 ракет із реактивних систем.
Від російського обстрілу постраждало обійстя Галини Турчин. Вибухом зруйнувало літню кухню, сарай, погреб, повибивало шибки у вікнах. 
24 березня 2024 року по селу був авіаційний удар та удар дрона-камікадзе. Пошкоджені дитячий садок та адмінбудівля, зруйнована школа.

## Економіка
- Молочно-товарна та свино-товарна ферма.
- Вирівське хлібоприймальне виробництво.
- ТОВ «Агрофірма „Батьківщина“».
- Сільськогосподарське виробництво «Вири».
- «Вири-Агро».

## Соціальна сфера
- Дитячий садок.
- Школа.

## Уродженці
- Антоненко Олександр Вікторович (25 серпня 1976 — 25 грудня 2023, с. Ізюмське Ізюмського району Харківської області) — український військовик, учасник російсько-української війни[11].
- Гладенко Прасковія Григорівна (1927—1975) — Герой Соціалістичної Праці.
- Комісар Параска Матвіївна (1915—1998) — Герой Соціалістичної Праці.
- Кравчук Антоніна Михайлівна (1935) — дружина першого Президента України Леоніда Кравчука.
- Ніколенко Павло Вікторович (1979—2014) — боєць 91-го інженерного полку ЗСУ. Герой АТО. Загинув під час обстрілу російськими терористами з РСЗВ «Град» в районі міста Дебальцеве. Отримав осколкове поранення у груди. Поховали у рідних Вирах.
- Шпетна Лідія Максимівна (? — ?) — вчителька Вирівської середньої школи Білопільського району Сумської області. Депутат Верховної Ради УРСР 5-го скликання.

## Цікаві факти
В селі проходить щорічний турнір гусячих боїв